# セルバーグゼータ函数
セルバーグゼータ函数(Selberg zeta-function)は、アトル・セルバーグAtle Selberg (1956) により導入された。有名なリーマンゼータ函数
{\displaystyle \zeta (s)=\prod _{p\in \mathbb {P} }{\frac {1}{1-p^{-s}}}}
の類似で、ここに {\displaystyle \mathbb {P} } は素数の集合を表す。セルバーグゼータ函数は、素数の代わりに単純な閉測地線の長さを使う。{\displaystyle \Gamma } を SL(2,R) の部分群とすると、セルバーグゼータ函数は次のように定義される。
{\displaystyle \zeta _{\Gamma }(s)=\prod _{p}(1-N(p)^{-s})^{-1},}
あるいは、
{\displaystyle Z_{\Gamma }(s)=\prod _{p}\prod _{n=0}^{\infty }(1-N(p)^{-s-n}),}
ここに p は素な合同類全体を渡り、 N(p) は合同類 p のノルムで、p のより大きい固有値の二乗である。
有限領域を持つ双曲曲面に対して、セルバーグゼータ函数が付帯している。この函数は複素平面上の有理型函数である。このゼータ函数は、曲面上の閉じた測地線の言葉で定義される。
セルバーグゼータ函数 Z(s) のゼロ点と極は、曲面のスペクトルのデータの言葉で記述することができる。
ゼロ点は次のような点である。
1. 固有値 {\displaystyle s_{0}(1-s_{0})} を持つ全てのカスプ形式に対し、点 {\displaystyle s_{0}} にゼロ点を持つ。ゼロ点のオーダーは、対応する固有空間の次元に等しい。（カスプ形式とは、定数項がゼロのフーリエ展開を持つラプラス・ベルトラミ作用素の固有函数である。）
2. ゼータ函数は散乱行列 {\displaystyle \phi (s)} の行列式の全ての極でゼロ点を持つ。ゼロ点のオーダーは、散乱行列の対応する極のオーダーに等しい。

ゼータ函数は、{\displaystyle 1/2-\mathbb {N} } で極をもち、点 {\displaystyle -\mathbb {N} } で、極、もしくはゼロ点を持つ。
伊原のゼータ函数は、セルバーグゼータ函数の p-進類似（グラフ理論的な類似）と考えられている。

## モジュラ群のセルバーグゼータ函数
{\displaystyle \Gamma } をモジュラ群として、曲面が {\displaystyle \Gamma \backslash \mathbb {H} ^{2}} である場合には、セルバーグゼータ函数は、特に興味が持たれる。この特別な場合は、セルバーグゼータ函数が密接にリーマンゼータ函数と結びついているからである。
この場合は、散乱行列の行列式が次で与えられる。
{\displaystyle \varphi (s)=\pi ^{1/2}{\frac {\Gamma (s-1/2)\zeta (2s-1)}{\Gamma (s)\zeta (2s)}}.}
特に、リーマンゼータ函数が {\displaystyle s_{0}} でゼロ点を持つと、散乱行列の行列式は {\displaystyle s_{0}/2} で極をもつので、セルバーグゼータ函数は {\displaystyle s_{0}/2} でゼロ点を持つ。